# Dean Williams
Dean Harley Williams (* 22. April 1956 in Perth) ist ein ehemaliger australischer Squashspieler.

## Karriere
Dean Williams war von den späten 1970er Jahren bis in die 1980er Jahre ein erfolgreicher Squashspieler. Im Jahr 1982 wurde er Vizeweltmeister, nachdem er in Birmingham im Finale dem pakistanischen Titelverteidiger Jahangir Khan mit 9:2, 6:9, 9:1 und 9:1 unterlegen war. Mit der australischen Nationalmannschaft nahm er 1977, 1983 und 1985 an Weltmeisterschaften teil. 1983 und 1985 belegte er mit der Mannschaft jeweils den dritten Platz. Seine höchste Platzierung in der Weltrangliste erreichte er im März 1982 mit Platz sieben. Er beendete seine Karriere im Jahr 1991.
Dean Williams ist verheiratet und hat drei Kinder.

## Erfolge
- Vizeweltmeister: 1982